# 捻转血矛线虫
捻转血矛线虫（學名：Haemonchus contortus），又名扭旋血線蟲，是寄生于反刍动物（特別是綿羊）消化道内的一种寄生虫，属毛圆科血矛属。

## 简介
成虫主要寄生在山羊和绵羊的真胃。捻转血矛线虫是一种纤细柔软的线虫，呈毛发状。因吸血呈淡红色，成虫头端尖细，口囊小，内有一矛形齿。雄虫长 18 ～ 22 毫米， 淡红色，交合伞发达，背叶小不对称交合刺等长 ，雌虫长 26 ～ 32 毫米．因白色的生殖器官与含血的红色肠管相互环绕，形成红白相间“麻花样”的外观 ，故称捻转血矛线虫 ，俗称“ 麻花虫”，由于寄生于真胃，又称捻转胃虫。阴门开口于虫体的后半部 ，有一个显著的瓣状阴门盖。虫卵呈短椭圆形。卵长 75 ～ 95 微米，宽 40 ～ 50 微米， 卵壳薄、光滑，灰白色或无色，厚度1微米，卵内几乎为胚细胞所充满，但两端常有空隙，胚细胞为 l6 ～ 32 个。 